# 寶靈填海計劃
《寶靈填海計劃》為香港於1850年代的填海計劃。目標為擬於中環政府山以北，一直向東伸延至東角，興建長約4哩闊50呎的海旁大道及於填海區興建公眾碼頭，因為在第4任香港總督寶靈爵士任內進行而得名。

## 內容及結論
1856年2月5日，曾經就有關計劃成立一個由律政司安斯德（Thomas Chisholm Anstey）、工程師加柏（William Cowper），代總量地官包亞（Julius Charles Power）的委員會向公眾咨詢釐清五大疑點：
- 香港政府應否負責所有填海工程？
- 填海工程完工後，擁原有海旁地段的業主應納多少地稅？
- 倘原海旁地段的業主，不願負責工程費用，政府應否承擔？政府應否願意負責工程費用的原海旁地段的業主負責名下地段的填海工程？
- 文咸海旁的填海工程應否列入海旁填海的一部分？
- 如何釐定海旁的填海工程完工後，沿岸的客貨運上落的規條？

雖然委員會所收集的回應縱未能釋疑，但以說明社會對填海工程的要求及得出兩大共通點：
- 政府需監管所有填海工程，並就環境衛生，治安提供相應措施，工程進度及結果由總量地官承擔。
- 重申於1842年3月22日的法案，所有新建的土地為英皇所有。

## 阻力
計劃公佈後，寶順洋行大班兼定例局成員顛地強烈批評，其重點有四項：
- 政府填海計劃侵犯原海旁地段邊界業權。填海後，原海旁地段不再臨海。
- 寶靈填海計劃使政府陷入財困，因計劃需19,000英鎊，而政府就工程只向英廷貸款4000英鎊，但同年因興建監獄及醫院向英廷貸款10,000英鎊，加上英國不會無限量貸款支持香港基建，故認為寶靈填海計劃沒有必要。
- 工程費用政府公佈為19,000英鎊，但總量地官估計需要87,648英鎊，該數仍未把配套項目，如海軍的0.75平方哩的校場費用列出，估計寶靈填海計劃總支出為112,000英鎊。
- 由於各大洋行正門均位於皇后大道，而海旁多為廚房及馬廄，填海後變成位於交通要道有礙觀瞻。

翌日定例局宣佈寶靈填海計劃無限期擱置。

## 結論
由於計劃過於龐大，加上受到既是定例局成員的權貴阻礙，加上缺乏資金，使計劃一拖就40年，至1880年代的海旁填海計劃，雖然計劃受到阻礙，仍然不損以填海來增加空間的念頭。